# Alduí II d'Angulema
Alduí II d'Angulema (també Hilduí; † 1032) fou un comte d'Angulema de la casa Tallaferro. Era el fill gran del comte Guillem IV d'Angulema i de Gerberga d'Anjou.
Després de la mort del seu pare, Alduí que havia rebut acusacions de bruixeria, va fer cremar diverses dones públicament. Una crònica del segle xii informava tanmateix que la seva dona Alàusia fou responsable de la mort del pare per enverinament. Per això la seva successió com a comte d'Angulema fou disputada de seguida pel seu germà més jove Jofré Tallaferro; Alduí el va atacar al castell de Blaye. Després de vuit dies de setge va conquerir finalment el castell i va capturar a Jofré. Li va perdonar la revolta i li va donar dos castells a la Santonya en feu.
Alduin moria quatre anys després que el seu pare (1031). Estava casat amb Alaisia, la filla i hereva del vescomte Grimoard de Fronsac i de la seva esposa Dea de Montignac; els seus fills no van poder recollir la successió a Angulema, ja que Jofré es va apoderar del comtat.